# Menophra
Genre
Menophra est un genre de lépidoptères (papillons) de la famille des Geometridae, de la sous-famille des Ennominae, et de la tribu des Boarmiini.

## Dénomination
- Le genre Menophra a été décrit pour l'entomologiste Frederic Moore en 1887[1].
- L'espèce type est Phalaena abruptaria (Thunberg) aujourd'hui Menophra abruptaria.

### Synonymie
- Hemerophila (Stephens, 1829)[2]
- Ceruncina (Wehrli, 1941)[3]
- Malacuncina (Wehrli, 1941)

## Taxinomie
Liste des espèces
- Menophra abruptaria (Thunberg, 1792)
- Menophra japygiaria (O. Costa, 1849)
- Menophra trypanaria (Wiltshire, 1948)
- Menophra nycthemeraria (Geyer, 1831)
- Menophra harterti (Rothschild, 1912)
- Menophra praestantaria (Püngeler, 1902)
- Menophra grummi (Alphéraky, 1888)
- Menophra retractaria (Moore, [1868])
- Menophra lignata (Warren, 1894)
- Menophra dnophera (Prout, 1915)
- Menophra aborta (Warren, 1898)
- Menophra contenta (Prout, 1915)

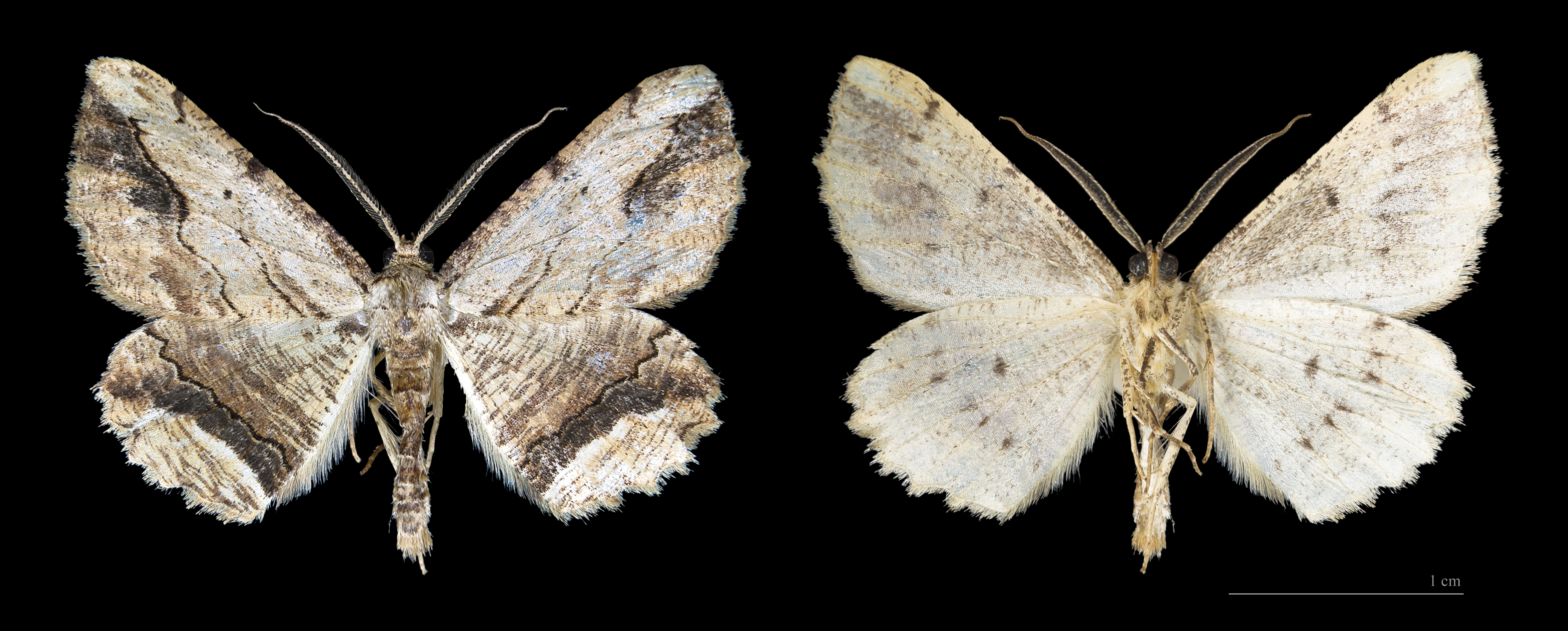
Menophra abruptaria vues dorsale et ventrale - Muséum de Toulouse